# Johnny Unitas
John Constantine Unitas, detto Johnny (Pittsburgh, 7 maggio 1933 – Lutherville-Timonium, 11 settembre 2002), è stato un giocatore di football americano statunitense nel ruolo di quarterback che ha passato la maggior parte della carriera con i Baltimore Colts della National Football League.
Unitas ha vinto tre campionati NFL: due prima della fusione tra NFL e American Football League (1958, 1959) e un Super Bowl nel 1970.
In carriera fece segnare diversi record e fu eletto miglior giocatore della lega nel 1959, 1964 e 1967. Il suo record di passaggi da touchdown per 47 partite consecutive è stato superato da Drew Brees solo nel 2012. È costantemente classificato come uno dei più grandi giocatori dell'NFL di tutti i tempi.

## Primi anni
John Constantine Unitas nacque da immigrati lituani a Pittsburgh,nel 1933, e visse a Brookline, un quartiere della città.
Suo padre morì quando aveva 4 anni, e venne cresciuto da sua madre, che per mantenere la famiglia praticò due lavori. John frequentò la St Justin's High School a Pittsburgh, dove giocò come halfback e quarterback. Terminati gli studi superiori, John abbandonò Pittsburgh per recarsi nel Kentucky dove avrebbe frequentato l'Università di Louisville.

## Carriera universitaria
Nei suoi 4 anni coi Louisville Cardinals, Unitas completò 245 passaggi per 3.139 yard e 27 touchdown. La prima apparizione con l'uniforme dei Cardinals avvenne nella quinta sfida della stagione 1951 contro St. Bonaventure. In quella partita la matricola passò per 11 completi consecutivi e tre touchdown portando i Cardinals a condurre la partita 21-19. Nonostante l'ottima prestazione, i Cardinals persero quella partita 22-21 su un discusso field goal, ma trovarono in Unitas un quarterback di grande talento. Nella partita seguente contro Houston, Unitas completò 12 dei 19 passaggi per 240 yard e quattro touchdown portando la squadra alla vittoria per 35-28.
I Cardinals terminarono la stagione con record di 5–5, 4–1 con Unitas come quarterback titolare. Come matricola completò 46 passaggi su 99 per 602 yard e 9 touchdown.
Dal 1952, l'università decise di dedicare meno risorse alla sua sezione sportiva. Il nuovo rettore di Louisville, il Dr. Philip Grant Davidson, ridusse i sussidi agli atleti e impose rigidi standard scolastici.Come risultato, 15 atleti non riuscirono a raggiungere i nuovi standard e persero la loro borsa di studio. Nonostante ciò, Unitas riuscì a mantenersi sopra gli standard e mantenne la propria borsa di studio. Nel 1952, i Cards vinsero sia il loro primo match contro Wayne State, sia il secondo contro Università statale della Florida State. Unitas completò 16 passaggi su 21 per 198 yards e tre touchdowns. Il resto della stagione fu una vera lotta per i Cards che terminarono con un record di 3–5. Unitas completò 106 passaggi su 198 per 1.540 yard e 12 touchdown nel suo secondo anno.
I Cardinals vinsero il loro primo match del 1953 contro Murray State ma persero tutte le seguenti partite, terminando la stagione con un record negativo di 1–7. Nel suo terzo anno Unitas completò 49 passaggi su 95 per 470 yard e tre touchdown.
Unitas venne eletto capitano della squadra nel 1954 ma, a causa di un infortunio ad inizio stagione, si vide in azione raramente. La sua prima apparizione si ebbe nella terza partita della stagione contro Florida State. Alla fine della stagione, i Cards terminarono con un record di 3-6. Nel suo quarto anno Unitas, rallentato dall'infortunio passò per 527 yard.

## Carriera professionistica

### Pittsburgh Steelers
Dopo la carriera universitaria, Unitas venne scelto nel nono giro del Draft NFL 1955 dai Pittsburgh Steelers ma venne svincolato prima dell'inizio della stagione regolare. Ormai sposato, Unitas fu costretto a lavorare in un'azienda costruttrice di Pittsburgh per mantenere la famiglia. Nei fine settimana, Unitas giocò come quarterback, safety e punter nella squadra semi-professionistica dei Bloomfield Rams per un compenso di 6 dollari a partita.

### Baltimore Colts
Nel 1956, Unitas approdò ai Baltimore Cots sotto la guida del celebre allenatore Weeb Ewbank. Esordì nella quarta partita della stagione contro i Chicago Bears, dopo che il quarterback titolare, George Shaw, si fratturò una gamba. Fu un debutto nervoso, costellato da molti errori: nella sua prima azione da professionista, Unitas lanciò un intercetto che venne ritornato in touchdown; nell'azione seguente pasticciò un hand-off e perse la palla che venne recuperata dai Bears. Nonostante ciò, Unitas reagì velocemente a quella sconfitta per 58-27 e portò i Colts alla loro prima vittoria contro i Cleveland Browns. Nella sua stagione da rookie Unitas passò per nove touchdown,con una percentuale di completi lanciati pari al 55,6 per cento, un record per un quarterback rookie.
Nel 1957, la sua prima stagione come quarterback titolare, Unitas terminò primo nella classifica per yard passate (2.550) e passaggi touchdown (24) portando i Colts a terminare con un record positivo di 7-5, il primo nella storia della franchigia. Al termine della stagione, Unitas fu candidato per il riconoscimento di MVP della NFL dalla Newspaper Enterprise Association (NEA), riconoscimento che tuttavia andò al leggendario running back Jim Brown.

#### 1958: "la più grande partita mai giocata"
Nel 1958, Unitas continuò i suoi progressi passando 2.007 yard e 19 touchdowns, con Baltimore che vinse la Western Conference. I Colts vinsero il titolo di campioni della NFL sconfiggendo il 28 dicembre 1958 i New York Giants 23-17 nel primo tempo supplementare della storia NFL. Questa partita è stata soprannominata "la più grande partita mai giocata" .Il match fu trasmesso a livello nazionale dalla NBC e determinò un aumento della popolarità del football professionistico durante gli anni '60.

#### 1959: primo titolo di MVP
Nel 1959, Unitas guidò i Colts alla seconda vittoria consecutiva del campionato NFL, conquistata 31-16 ai danni, ancora una volta, dei New York Giants. Quello stesso anno Unitas venne nomitato per la prima volta dalla Associated Press (AP) e dalla United Press International (UPI) MVP della NFL. Johnny chiuse la stagione guidando la lega in yard passate (2.899), passaggi da touchdown (32) e passaggi completati (193).

#### Anni sessanta
Nel 1960 i Colts furono protagonisti di una stagione negativa e, durante quell'anno, contro i Los Angeles Rams si chiuse la striscia ininterrotta di 47 passaggi con almeno un passaggio touchdown lanciato da Unitas, un record NFL che resistette per oltre 50 anni finché non fu superato da Drew Brees nel 2013. Il proprietario dei Colts, Carroll Rosenbloom licenziò lo storico capo-allenatore Weeb Ewbank e lo sostituì con il trentatreenne Don Shula il quale divenne il più giovane capo-allenatore della storia della lega. Sotto la guida di Shula, i Colts terminarono la stagione 1960 con un record di 8-6 e un terzo posto finale nella Western Conference. Quella stagione, seppur avara di risultati per i Colts, fu ancora positiva per Unitas, il quale ancora una volta guidò la classifica NFL per yard passate (3.481) e passaggi completati (237).

#### 1964: secondo MVP

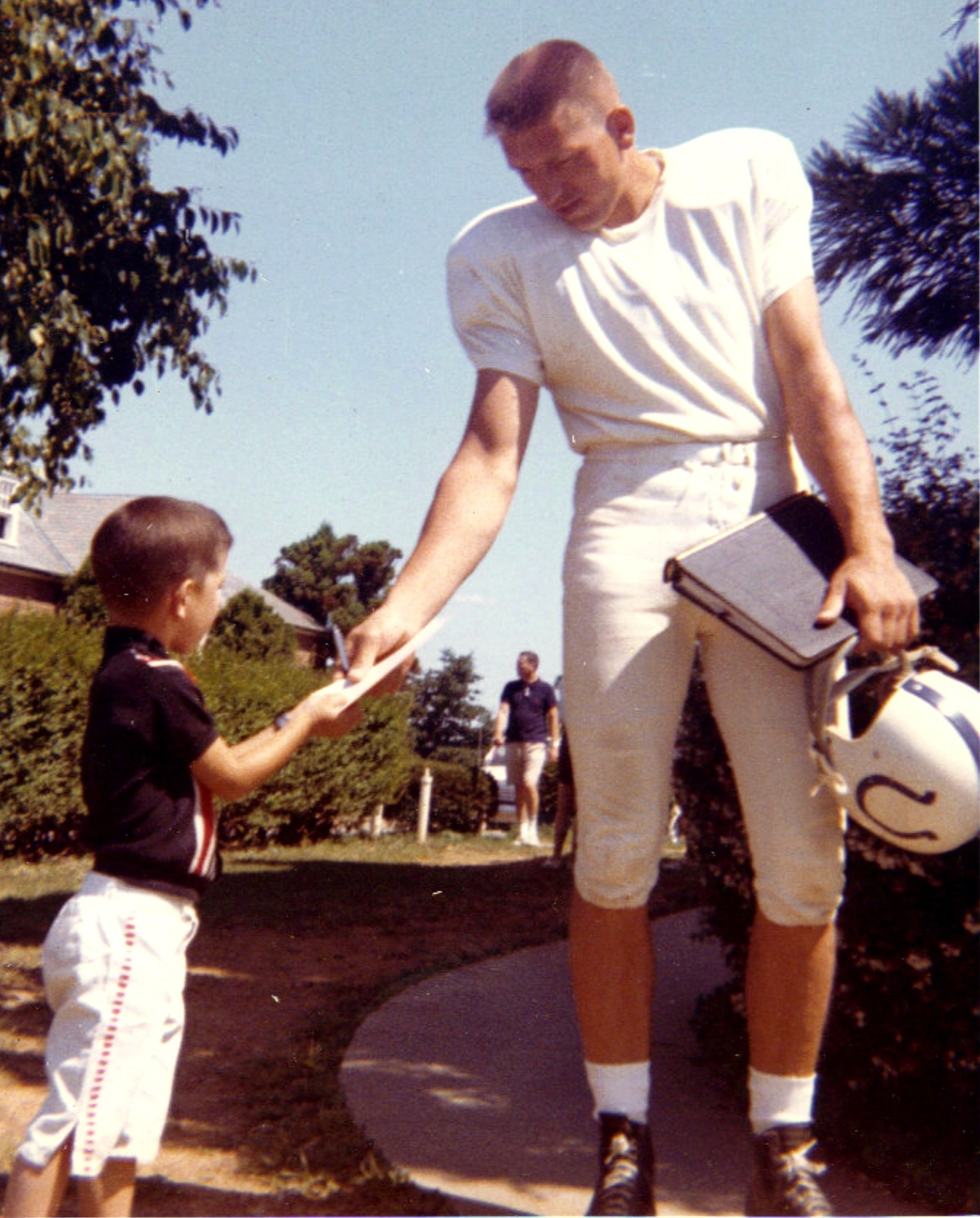
Unitas mentre firma un autografo ad un bambino. Al termine di quella stagione il quarterback dei Colts avrebbe poi vinto il suo secondo titolo di MVP della lega.

Il 1964 vide il ritorno dei Colts alla guida della Western Conference: dopo la sconfitta con i Minnesota Vikings, i Colts inanellarono una serie di dieci vittorie consecutive, terminando la stagione con un record di 12-2 .La stagione fu ricca di successi, non solo per i Colts ma anche per Unitas, il quale, terminando con 2.824 yard passate, 19 passaggi da touchdown e soli 6 intercetti venne nominato per la sua seconda volta miglior giocatore della lega. Nonostante l'ottima stagione, furono i Browns ad aggiudicarsi il titolo di campioni della NFL, sconfiggendo in finale proprio i Colts per 27-0.
Unitas rimase su alti livelli nel 1965, lanciando 2.530 yard, 23 touchdown e guidando la lega con un 97,1 di passer rating. Nel momento chiave della stagione si infortunò però a un ginocchio, nella gara della settimana 12 contro i Bears. Colts e Packers terminarono al primo posto a pari merito nella Western Conference, venendo costretti a disputare uno spareggio a Green Bay per decidere chi sarebbe giunto in finale di campionato. Baltimore perse ai supplementari per 13–10, in larga misura a causa del field goal del pareggio di Don Chandler che molti ritennero convalidato ingiustamente. Il quarterback di riserva Gary Cuozzo si infortunò anch'egli e fu il running back Tom Matte a fungere di emergenza nell'ultima gara di stagione regolare e contro i Packers
Unitas, tornato nuovamente in salute, lanciò 2.748 yards e 22 touchdown nel 1966, ritornando in forma da Pro Bowl. Tuttavia subì anche il maggior numero di intercetti della lega, 24. La sua squadra si classificò invece ancora al secondo posto della conference.

#### 1967: terzo MVP
Nel 1967 i Colts si ripresero terminando con un record di 11–1–2, il migliore della lega alla pari con i Los Angeles Rams. Unitas vinse per la terza volta il premio di miglior giocatore della lega, guidando la NFL con il 58,5% di passaggi completati e passando 3.428 yard e 20 touchdown. Si lamentò pubblicamente di avere il gomito del tennista e nelle ultime cinque partite lanciò solamente tre touchdown a fronte di otto intercetti subiti. Ancora una volta la stagione terminò al cardiopalma per i Colts, cui fu negato l'accesso al primo turno dei nuovi playoff NFL dai Rams, che li batterono con un sonoro 34–10 nell'ultima gara della stagione regolare.

#### I Super Bowl e gli ultimi anni coi Colts
Nell'ultima gara della pre-stagione 1968, i muscoli del braccio di Unitas furono danneggiati in uno scontro con un difensore dei Dallas Cowboys. Unitas scrisse nella sua autobiografia di avere inizialmente creduto che il suo braccio si fosse infortunato a causa dell'uso della cosiddetta "night ball" che la NFL stava testando per ottenere una maggiore visibilità durante le dirette televisive. In un'intervista post-partita dell'anno precedente, il quarterback affermò di soffrire per un dolore al gomito da diversi anni. Trascorse così la maggior parte della stagione in panchina ma i Colts riuscirono comunque a terminare col miglior record della lega, 13-1, grazie al quarterback di riserva Earl Morrall che quell'anno fu premiato come MVP della NFL. Malgrado l'infortunio che lo tenne fuori per la maggior parte della stagione, Unitas uscì dalla panchina nel Super Bowl III, perso a sorpresa contro i New York Jets di Joe Namath malgrado Baltimore fosse pronosticata come nettissima favorita. L'inserimento di Unitas fu una mossa disperata nel tentativo di fermare il dominio dei Jets, campioni della American Football League, in quella gara. Con Johnny in campo, la squadra segnò il suo unico touchdown nel finale di partita. In una delle più grandi sorprese della storia del football professionistico, Unitas, entrato nel finale del terzo quarto, terminò con più yard passate del titolare Morrall.
Dopo avere passato l'estate a riabilitare il malandato gomito, Unitas tornò nel 1969, passando per 2.342 yard e 12 touchdown, con 20 intercetti subiti. I Colts, ancora scioccati dalla sconfitta nel Super Bowl, terminarono con un deludente record di 8-5-1 e mancarono i playoff.
Nel 1970, NFL e AFL si fusero e i Colts furono spostati nella nuova American Football Conference assieme a Cleveland Browns e Pittsburgh Steelers. Unitas passò 2.213 yard e 14 touchdown, guidando Baltimore a un record di 11-2-1.
Unitas giocò bene nei playoff della AFC, passando 390 yard, 3 touchdowns e non subendo alcun intercetto nelle vittorie contro Cincinnati Bengals e Oakland Raiders. Nel Super Bowl V contro i Dallas Cowboys fu costretto a uscire dal campo nel secondo a causa di un infortunio a una costola, subito dopo avere passato un touchdown da 75 yard (un nuovo record del Super Bowl). Ad ogni modo, aveva anche subito due intercetti. Earl Morrall uscì dalla panchina e guidò la squadra a una vittoria dell'ultimo secondo per 16-13.

#### Ultimi anni
Nel 1971, Unitas divise i minuti in campo con Morrall, lanciando solo tre passaggi da touchdown. Partì come titolare in entrambe le gare di playoff, una vittoria su Cleveland e una sconfitta per 21-0 nella finale della AFC contro i Miami Dolphins in cui subì tre intercetti, uno dei quali ritornato in touchdown dagli avversari.
Il 1972 vide i Colts scendere nella mediocrità. Dopo avere perso la prima gara della storia, Unitas fu coinvolto nel secondo e ultimo scontro nella stagione regolare contro "Broadway" Joe Namath. Il primo si era svolto nel 1970 (vinto dai Colts, 29–22, nel giorno in cui Namath si ruppe il polso nella giocata finale della partita). Il loro ultimo incontro fu memorabile. Il 24 settembre 1972, al Memorial Stadium, Unitas passò 376 yard e 3 touchdown ma Namath lo superò ancora, passando 496 yard e 6 touchdown nella vittoria 44–34 dei Jets. Dopo avere perso quattro delle prime cinque gare, i Colts licenziarono l'allenatore Don McCafferty e spostarono in panchina Unitas.
Uno dei momenti più memorabili della storia del football giunse nell'ultima gara di Unitas con l'uniforme dei Colts al Memorial Stadium contro i Buffalo Bills. Unitas non partì come titolare ma la partita fu nettamente sbilanciata in favore dei Colts che stavano guidando per 28–0 quando Unitas entrò in campo a causa dei tifosi che cantavano "We want Unitas!!!". Johnny entrò nella contesa e lanciò l'ultimo passaggio in casa come Colt, che il ricevitore trasformò in un lungo touchdown, dando la vittoria a Baltimore per 35–7.

## Eredità

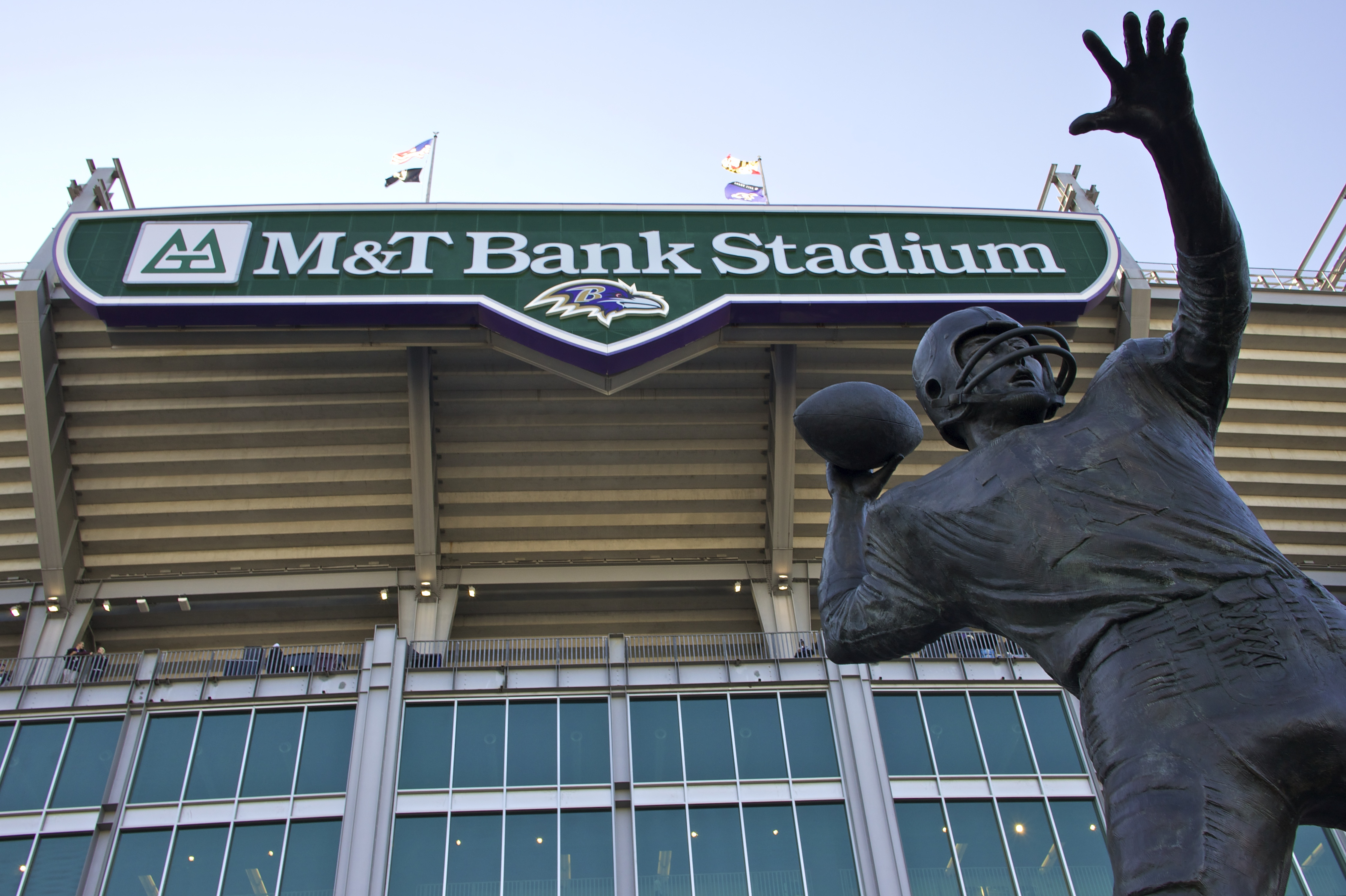
La statua di Unitas dinanzi l'M&T Bank Stadium di Baltimora, casa dei Baltimore Ravens.

- Unitas mantenne il record di apparizioni al Pro Bowl per un quarterback (10) prima di essere superato da Brett Favre nel 2009.
- Unitas stabilì il primato per il maggior numero di vittorie da quarterback titolare, 118, nella stagione regolare (poi sorpassato da Fran Tarkenton, Dan Marino, John Elway, Brett Favre, Peyton Manning e Tom Brady).
- Unitas fu inserito nella Pro Football Hall of Fame nel 1979.
- Il numero 16 di Johnny Unitas è l'unico ad essere ritirato dal programma di football dell'Università di Louisville.
- La Unitas Tower, un dormitorio dell'Università di Louisville, deve il suo nome a Johnny Unitas.
- Una statua di Johnny Unitas è piazzata nella end zone a nord dello Stadio Papa Giovanni dei Cardinal alla University of Louisville. È tradizione per ogni giocatore dei Cardinals toccare la statua quando entra in campo.
- Dal 1987, il Johnny Unitas Golden Arm Award premia il miglior quarterback senior della stagione di college football. Il premio è presentato annualmente a Louisville.
- Nel 1992, Sports Illustrated ha selezionato Unitas come quarterback titolare nella sua squadra NFL di tutti i tempi.[7].
- Nel 1999, fu classificato al numero 5 da The Sporting News nella lista dei migliori 100 giocatori di football di tutti i tempi, il primo quarterback dopo Joe Montana[8].
- Nel 2004, The Sporting News ha classificato Unitas al numero 1 tra i migliori 50 quarterback della storia, con Joe Montana al numero 2.
- Nel 1999, ESPN lo ha classificato al 32º posto tra i migliori atleti del ventesimo secolo.
- Nel 2016, Sports Illustrated ha selezionato Unitas assieme a Montana come uno dei due quarterbacks nella sua squadra NFL di tutti i tempi.[9].
- Poco prima della propria morte, Johnny Unitas si legò alla comunità di atletica di Towson, Maryland. Lo stadio del football alla Towson University fu rinominato Johnny Unitas Stadium nel 2002. Unitas morì meno di una settimana dopo aver lanciato il suo ultimo passaggio nella grande cerimonia di apertura dello stadio.
- Unitas the stabilì il record di partite consecutive con almeno 2 passaggi da touchdown (12 gare). Questo record fu superato da Peyton Manning, Tom Brady e Aaron Rodgers con 13.
- Il nipote di Unitas, J.C. Unitas, è stato junior quarterback alla Villanova University. In seguito ha frequentato la University of Tampa.

## Unitas nella cultura di massa
- Apparve come color-commentator nel film Disney del 1976 Gus.
- Interpretò sé stesso nell'episodio de I Simpson "Homer il clown" (prima trasmissione il 12 febbraio 1995). Nell'episodio "Mamma Simpson" (prima trasmissione il 19 novembre 1995), Nonno Simpson si riferisce a Unitas dicendo "Guarda Johnny Unitas, quella sì che è una pettinatura su cui fare affidamento!" Entrambi gli episodi furono diretti da David Silverman.
- Nel 1999, Unitas fece una comparsata nel film Se scappi ti sposo. Può essere notato dopo circa 25 minuti dall'inizio del film, seduto su una panchina fuori da un panificio.
- Nel 1999, Unitas partecipò al film Ogni maledetta domenica come capo allenatore dei fittizi Dallas Knights.
- Per la gara seguente la sua morte, il quarterback degli Indianapolis Colts Peyton Manning richiese di indossare un paio di gallocce nere come tributo agli stivali neri di Johnny, suo marchio di fabbrica. La lega rifiutò la richiesta minacciando, con una multa di 25.000 dollari, Manning di non indossarle. Il quarterback dei Baltimore Ravens Chris Redman, un alunno di Louisville come Unitas, indossò le gallocce senza chiedere il permesso, venendo multato di 5.000 dollari[10].
- La Stephen Decatur High School ha nominato la sua aula comune degli studenti Johnny Unitas Square.
- Nell'episodio "Space, Geeks, and Johnny Unitas" dalla stagione 1 delle Avventure di Pete e Pete, Pete diventò ossessionato per Unitas.
- Malgrado Unitas non abbia mai svolto il servizio militare, Mort Walker gli ha concesso un cameo nella striscia comica "Beetle Bailey". Beetle chiede a un intruso, "Chi è là?" Quando ottiene la risposta "Johnny Unitas", Beetle urla di ritorno "Passa", venendo prontamente colpito nell'elmetto da un pallone da football. (30 aprile 1971.)

## Palmarès

### Franchigia
- Super Bowl : 1

Baltimore Colts: Super Bowl V
- Campionato NFL: 3

Baltimore Colts: 1958, 1959, 1968
- American Football Conference Championship: 1

Baltimore Colts: 1970

### Individuale
- MVP della NFL: 3

1959, 1964, 1967
- MVP del Pro Bowl: 3

1959, 1960, 1963
- Convocazioni al Pro Bowl: 10

1957, 1958, 1959, 1960, 1961, 1962, 1963, 1964, 1966, 1967
- First-Team All-Pro: 6

1957, 1958, 1959, 1964, 1965, 1967
- Second-Team All-Pro: 3

1968, 1972, 1976
- Leader della NFL in passaggi da touchdown: 4

1957, 1958, 1959, 1960
- UPI MVP della NFL: 3

1959, 1964, 1967
- NEA MVP della NFL: 2

1957, 1967
- Bert Bell Award: 3

1959, 1964, 1967
- Walter Payton Award: 1

1970
- Formazione ideale della NFL degli anni 1960
- Formazione ideale del 75º anniversario della National Football League
- Formazione ideale del 100º anniversario della National Football League
- Pro Football Hall of Fame (Classe del 1979)
- Numero 19 ritirato dai Baltimore Colts
- Classificato al #6 tra i migliori cento giocatori di tutti i tempi da NFL.com